# Запань Лупья
Запань Лупья — поселок в Ленском районе Архангельской области. Входит в состав Сойгинского сельского поселения.

## География
Находится в юго-восточной части Архангельской области на расстоянии приблизительно 85 км на юго-запад по прямой от административного центра района села Яренск на левом берегу Вычегды у устья Верхней Лыпьи.

## История
Поселок известен с 1939 года.

## Население
Численность населения: 204 человека (русские 84 %) в 2002 году, 127 в 2010.